# Le Cavalier du désert
Pour plus de détails, voir Fiche technique et Distribution.
Le Cavalier du désert (The Westerner) est un film américain réalisé par William Wyler, sorti en 1940.
Le film suit un cow-boy condamné à mort par le juge Bean. Il est sauvé parce qu'il feint de connaître Lily Langtry, une artiste dont le juge est amoureux. Parvenu à se faire nommer shérif d'une ville voisine, il affronte Bean.

## Synopsis
En 1882, la ville de Vinegarroon, au Texas, est dirigée par le juge Roy Bean, qui se qualifie lui-même de « seule loi à l’ouest du Pecos ». Menant des procès depuis son saloon, Bean gagne sa vie corrompue en collectant des amendes et en saisissant illégalement des biens. Ceux qui lui tiennent tête sont généralement pendus, recevant ce que Bean appelle des « peines avec sursis ».
Cole Harden est un vagabond accusé d’avoir volé un cheval appartenant à Chickenfoot, le principal acolyte de Bean. La condamnation de Harden par un jury composé des acolytes de Bean semble certaine, et l’entrepreneur de pompes funèbres attend avec impatience le verdict et la pendaison. Bean rejette l’affirmation de Harden selon laquelle il avait acheté le cheval légalement à un autre homme. Remarquant l’obsession du juge pour l’actrice anglaise Lily Langtry, Harden prétend l’avoir connue intimement. Il convainc le juge de retarder la condamnation à mort jusqu’à ce que Harden puisse envoyer chercher une mèche de cheveux de Lily Langtry, qu’il prétend avoir à El Paso. Le délai est suffisamment long pour que le vrai voleur de chevaux apparaisse et soit tué.
Malgré son sens déformé de la justice et sa nature corrompue, Bean aime Harden, le considérant comme une âme sœur parce que Harden est aussi audacieux que Bean l’était dans sa jeunesse. Cependant, Bean tente de lui tirer dessus lorsque Harden apporte son soutien aux homesteaders, un groupe dirigé par Jane-Ellen Mathews et son père Caliphet. Les homesteaders en difficulté sont en désaccord avec Bean et ses alliés éleveurs de bétail depuis longtemps. Harden essaie de faire appel aux bons côtés du juge, et il sauve même Bean d’une tentative de lynchage. Lorsque cela échoue, qu’une récolte de maïs est brûlée et M. Mathews tué, Harden ne voit pas d’autre choix que d’agir. Il est délégué par le shérif du comté et obtient un mandat d’arrêt contre Bean.
Arrêter Bean dans Vinegarroon, maintenant renommée Langtry par le juge en l’honneur de l’actrice, est impossible avec tous les hommes de Bean autour. Lorsque Bean apprend que Lily Langtry se produira dans une ville voisine, à une journée de route de Vinegaroon, il demande à l’un de ses hommes d’acheter tous les billets. Bean enfile tous ses insignes de la guerre civile confédérée et se rend à cheval avec ses hommes pour assister au spectacle. Il entre seul dans le théâtre pour attendre la représentation, laissant ses hommes de main dehors.
À l’insu de Bean, Harden attend dans le théâtre pour l’arrêter. Une confrontation et une fusillade se produisent et Bean est mortellement blessé pendant la fusillade. Harden emmène Bean dans les coulisses pour rencontrer la femme qu’il adore depuis si longtemps. Alors que Bean la regarde, il meurt.
Deux ans plus tard, Harden et Jane, maintenant mariés et ayant reconstruit la ferme incendiée, regardent de nouveaux colons arriver sur le territoire.

## Fiche technique
- Titre : Le Cavalier du désert
- Titre original : The Westerner
- Réalisation : William Wyler
- Scénario : Jo Swerling, Niven Busch, W. R. Burnett (non crédité), Lillian Hellman (non créditée) et Oliver La Farge (non crédité), d'après une histoire de Stuart N. Lake
- Photographie : Gregg Toland
- Musique : Alfred Newman et Dimitri Tiomkin (non crédités)
- Décors : Julia Heron
- Costumes : Irene Saltern
- Montage : Daniel Mandell
- Direction artistique : James Basevi
- Producteur : Samuel Goldwyn
- Société de distribution : United Artists
- Pays de production :  États-Unis
- Langue : anglais américain
- Format : noir et blanc — son : mono (Western Electric Mirrophonic Recording)
- Genre : western
- Durée : 100 minutes
- Date de sortie : 
  - États-Unis : 18 septembre 1940 (première)
  - États-Unis : 20 septembre 1940
  - France : 21 août 1946

## Distribution
- Gary Cooper : Cole Harden
- Walter Brennan : le juge Roy Bean
- Doris Davenport : Jane-Ellen Mathews
- Fred Stone : Caliphet Mathews
- Forrest Tucker : Wade Harper
- Dana Andrews : Bart Cobble
- Paul Hurst : Chickenfoot
- Chill Wills : Southeast
- Charles Halton : Mort Borrow
- Tom Tyler : King Evans
- Lupita Tovar : Teresita
- Lilian Bond : Lily Langtry
- Charles Coleman (non crédité) : le manager de Lily Langtry

## Réception
Un critique français[évasif] parla de ce western comme « Le Dernier des Mohicans réécrit par William Faulkner ».

## Autour du film
- Le juge Roy Bean (1823-1902) a réellement existé. Il est bien connu des lecteurs de Lucky Luke grâce à l'album Le juge, dont fut tiré Le juge, film de 1971 avec Pierre Perret dans le rôle-titre.  Paul Newman l'incarna l'année suivante dans Juge et Hors-la-loi de John Huston (1972). Quelques mots sur cette « Emilie » Lillie Langtry qui était l’amour platonique de sa vie, mais qu’il n’a jamais rencontré personnellement. Il avait un portrait de Lillie, qu’il admirait plus que tout, accroché dans son saloon au-dessus du bar[2].
- Walter Brennan reçut pour la troisième fois l'Oscar du meilleur second rôle.